# Shinmoe-dake
Shinmoe-dake (jap. 新燃岳) – wulkan na wyspie Kiusiu (Kyūshū), w prefekturze Kagoshima, w grupie wulkanów Kirishima (Park Narodowy Kirishima-Yaku).
Grupa składa się głównie ze stratowulkanów, stożków piroklastycznych i maarów, położonych na wulkanach tarczowych na obszarze ok. 20x30 km. Należy do najaktywniejszych w Japonii, z erupcjami i wstrząsami tektonicznymi notowanymi w czasach historycznych praktycznie ciągle od VIII wieku Niedawne erupcje Shinmoe-dake miały miejsce w latach: 1991–1992, 2008, 2010, 2011, 2017 i 2018. 
Seria wybuchów, która rozpoczęła się w styczniu 2011 r., z wyrzutem pyłów na wysokość ponad 7600 m, spowodowała ewakuację pobliskiego miasta i zakłócenia w ruchu pociągów. Zebrane próbki pumeksu zawierały 58-62% krzemionki, co wskazuje na obecność magmy andezytowej. Skład pyłów jest zbliżony do tych z 2008 r., z nieco większą zawartością pumeksu. Pióropusz pyłów został uchwycony na obrazach przesłanych z orbity przez satelity MTSAT i Japan Meteorological Agency.
Wybuch w dniu 1 lutego 2011 r. wybił szyby w oknach domów w promieniu ośmiu kilometrów, powodując zranienie jednej osoby.
Kolejny wybuch wulkanu nastąpił 13 marca 2011 r. około godziny 15:00 czasu polskiego w czasie serii trzęsień ziemi nawiedzających północną Japonię.

## Galeria

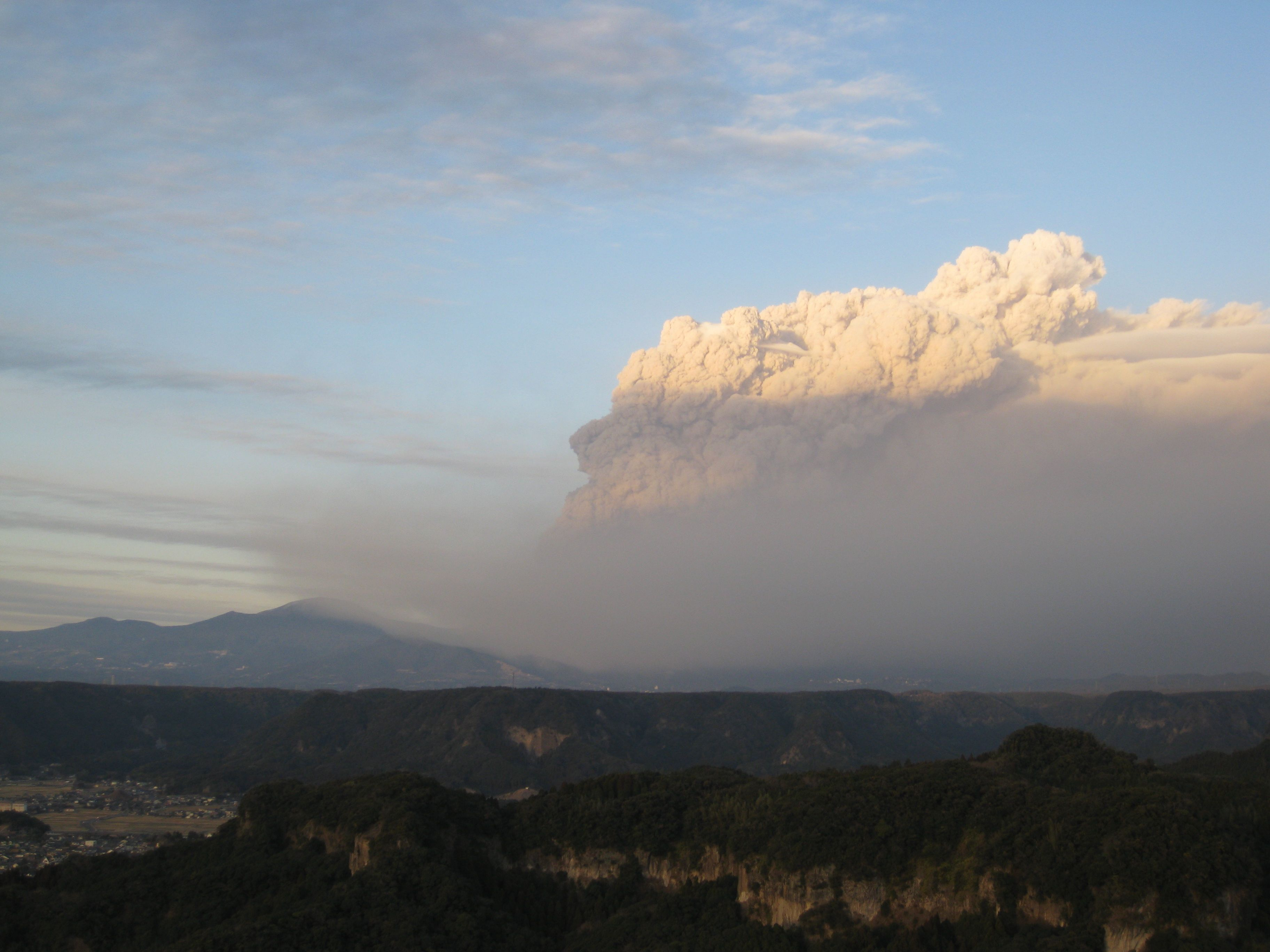
Pióropusz pyłów w czasie erupcji w styczniu/lutym 2011 r.
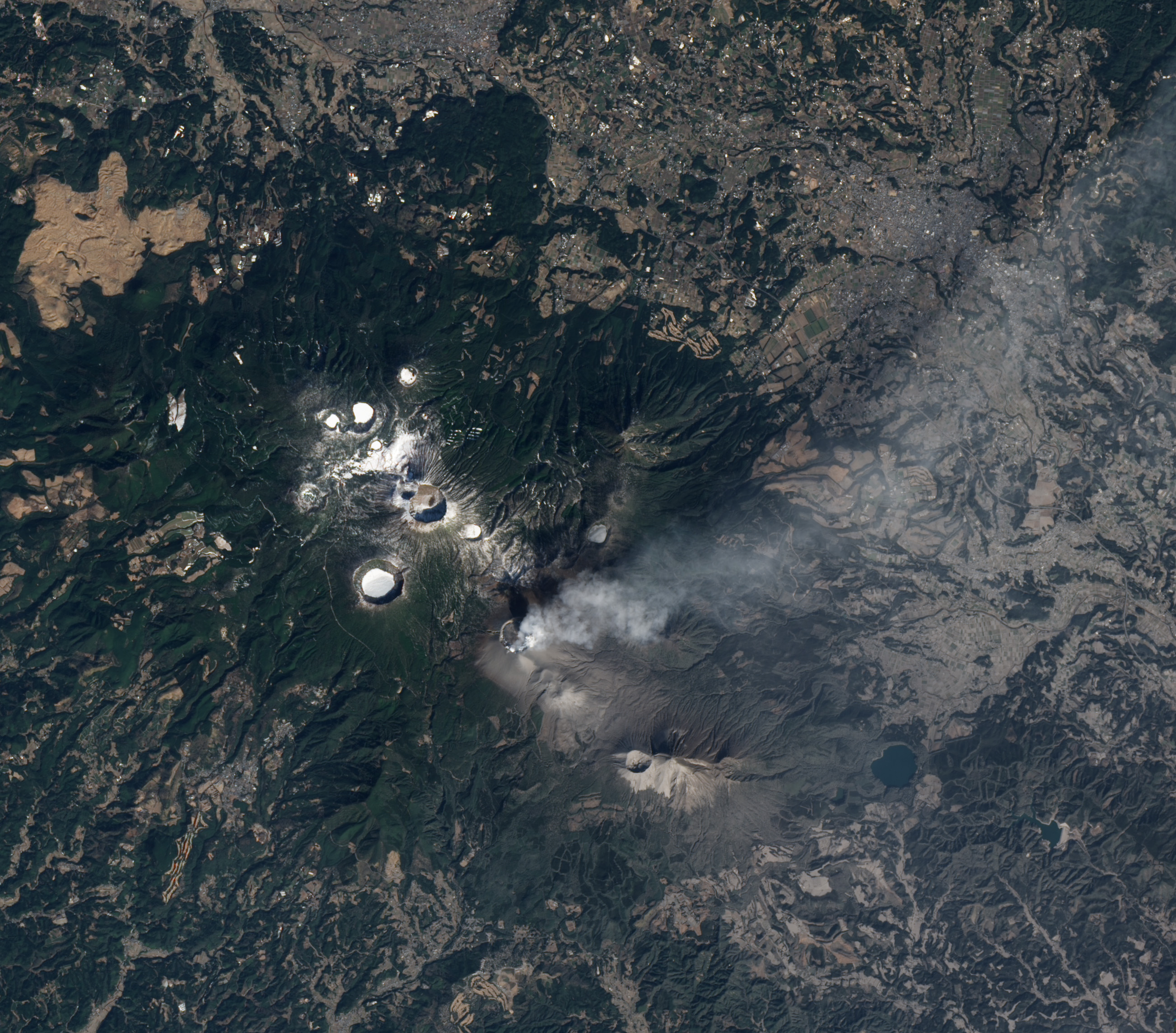
Zdjęcie satelitarne wulkanu w czasie erupcji w styczniu/lutym 2011 r.